# Davar
Davar (hebrejski: דבר, svijet), izraelski dnevni list na hebrejskom jeziku koji je izlazio od 1925. do 1994. godine. Osnovao ga je Berl Katznelson, koji je bio urednik sve do smrti 1944. godine. Njega je na tom mjestu zamijenio Zalman Shazar, kasnije predsjednik Izraela. 